# Comostolopsis mirabiliaria
Comostolopsis mirabiliaria är en fjärilsart som beskrevs av Charles Oberthür 1916. Comostolopsis mirabiliaria ingår i släktet Comostolopsis och familjen mätare. Inga underarter finns listade i Catalogue of Life.